# Liste der Naturdenkmale in Dintesheim
Die Liste der Naturdenkmale in Dintesheim nennt die im Gemeindegebiet von Dintesheim ausgewiesenen Naturdenkmale (Stand 29. Februar 2024).

## Ehemalige Naturdenkmale
| Nr. | Bezeichnung          | Lage                         | Beschreibung                                               | Bild                                    |
| --- | -------------------- | ---------------------------- | ---------------------------------------------------------- | --------------------------------------- |
|     | Linde vor der Kirche | Hauptstraße, bei Nr. 22 Lage | Tilia sp., 1960 ca. 25 m hoch; Rechtsverordnung aufgehoben | Direkt Bild zu diesem Denkmal hochladen |